# Mousse à raser

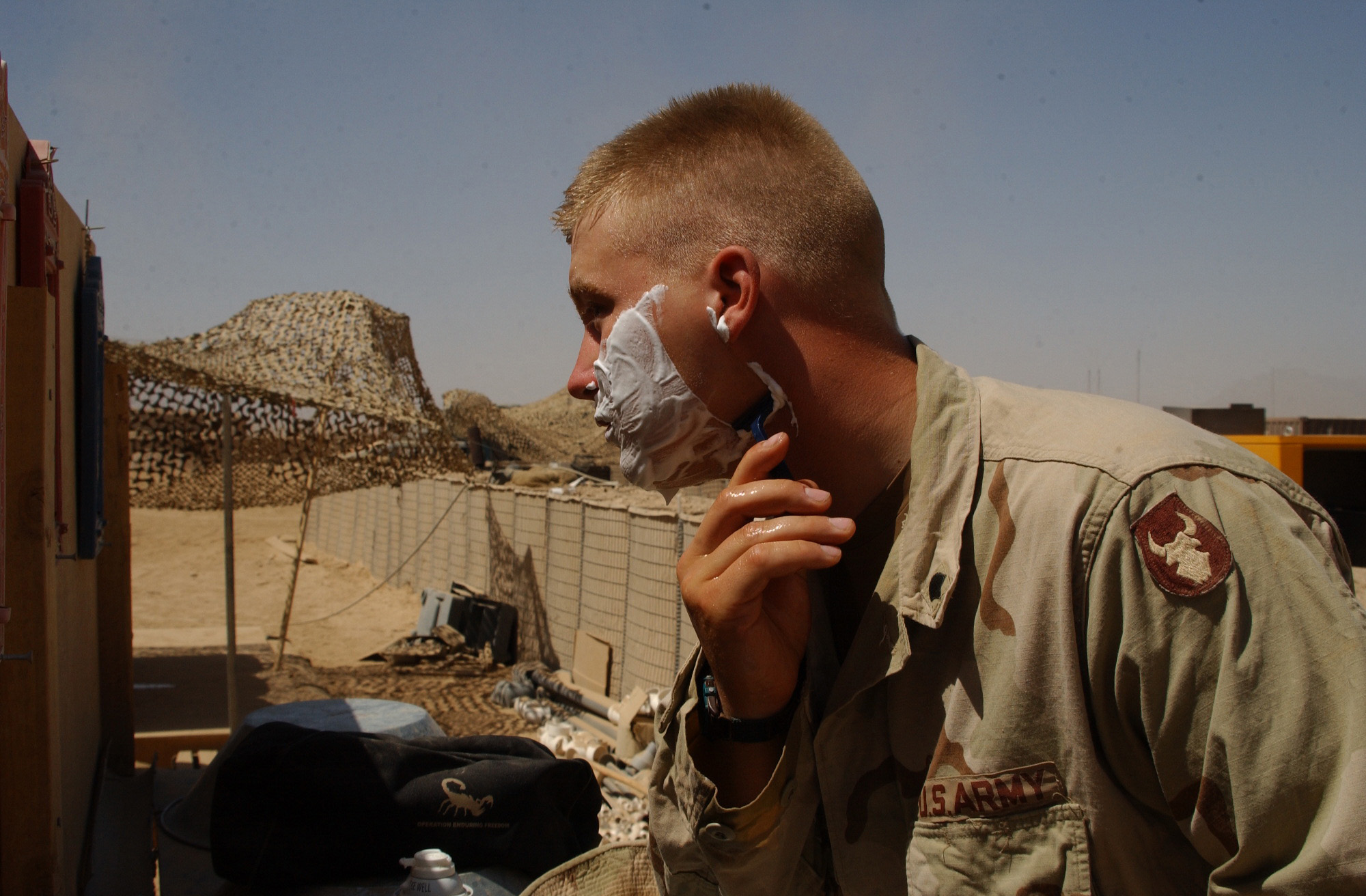
Soldat américain se rasant en 2004.

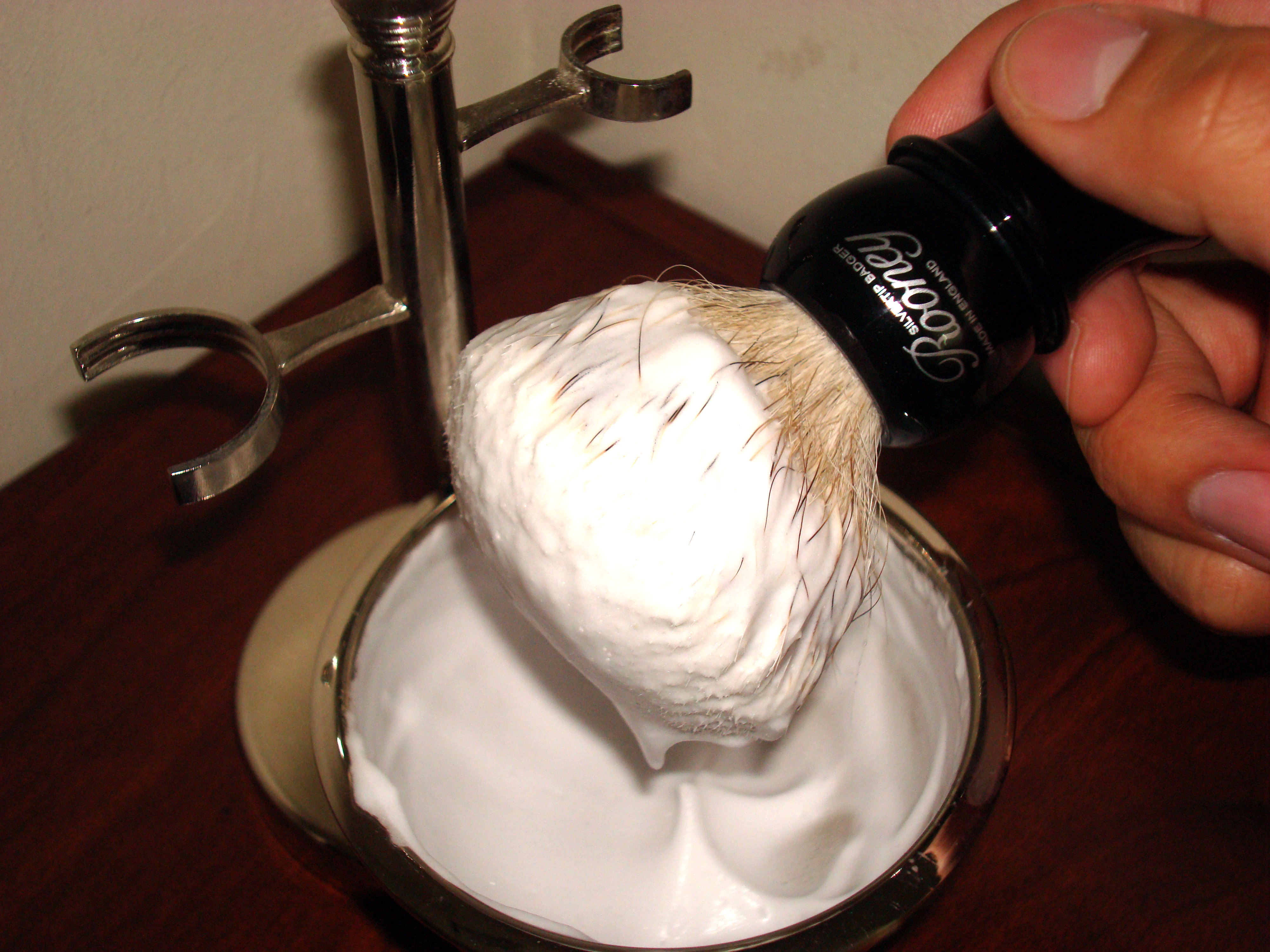
Crème à raser préparée avec un blaireau.

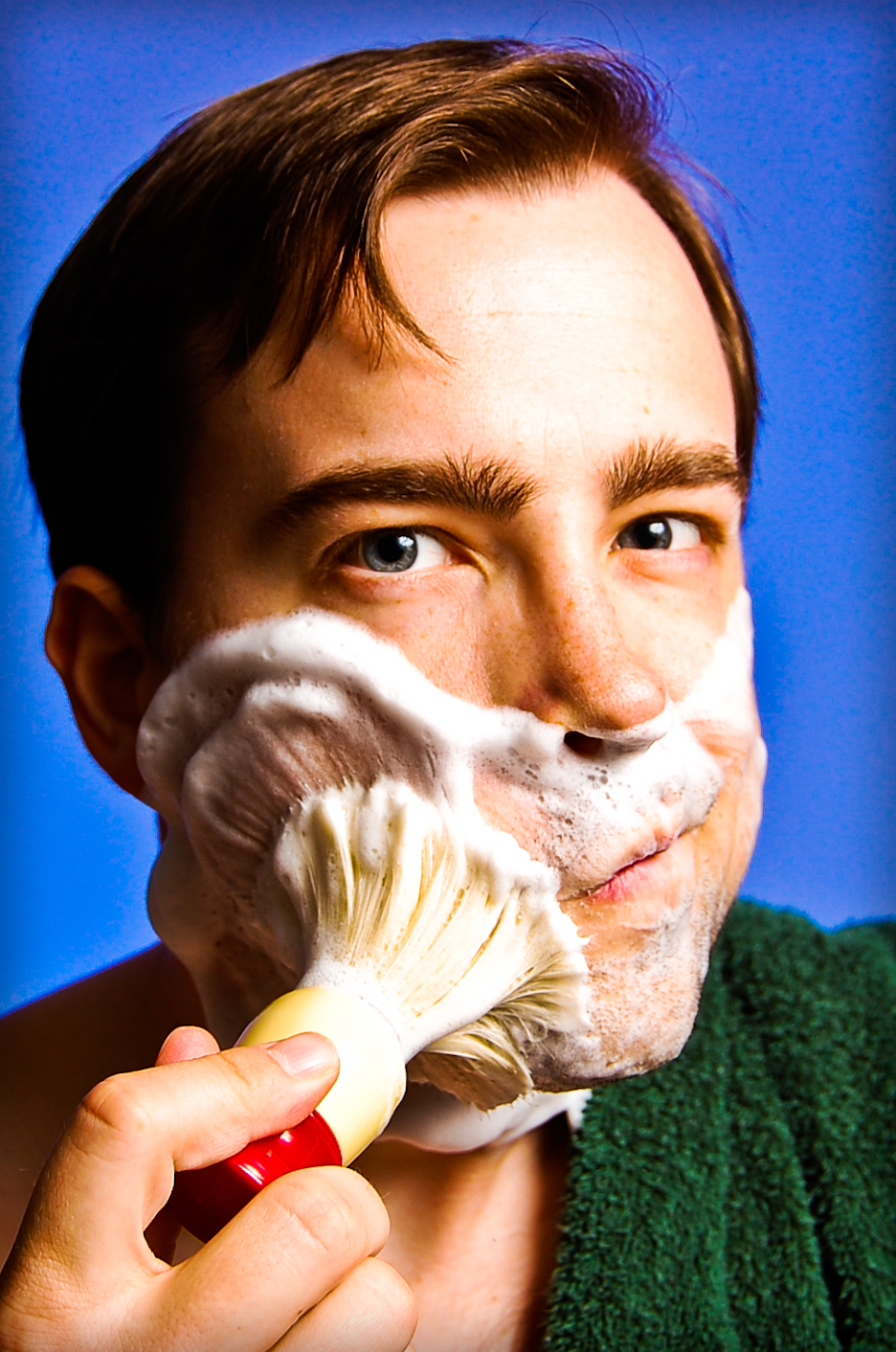
Utilisation d'une crème à raser.

La mousse à raser ou mousse de rasage, est un produit utilisé lors du rasage. Cette mousse est étalée sur la partie à raser. Elle sert à atténuer la douleur d'un rasoir mécanique lors du rasage, à assouplir la peau, et, pour les produits les plus élaborés, à hydrater la peau. On ne l'utilise généralement pas avec un rasoir électrique.
Parmi ses autres propriétés, elle gonfle le poil de 10 % et le redresse.
La mousse à raser est aujourd'hui vendue sous forme d'aérosol. Elle a remplacé auprès de la plupart des utilisateurs le savon à barbe, qui reste cependant toujours commercialisé.
On peut l'étaler à la main, ou en s'aidant d'un blaireau.

## Histoire
Une forme rudimentaire de crème à raser est relevée à Sumer vers 3000 avant J.-C. Cette substance combinait de l'alcali de bois et de la graisse animale et était appliquée sur la barbe comme préparation au rasage.
Jusqu'au début du XXe siècle, des barres ou des bâtons de savon à raser étaient utilisés. Par la suite, des tubes contenant des composés d'huiles et de savon doux sont commercialisés.
En 1919, Frank Shields, un ancien professeur du MIT, développe la première crème à raser. Ce produit innovant, apparu sur le marché américain sous le nom de Barbasol, offrait aux hommes une alternative à l'utilisation d'une brosse pour faire mousser le savon. Au départ, Barbasol était fabriqué et entièrement emballé manuellement depuis Indianapolis. La marque existe toujours et est actuellement disponible dans le monde entier.
La première crème à raser sous pression est de la marque Rise, commercialisée à partir de 1949. Dans la décennie suivante, ce format conquiert les deux tiers du marché américain. Les chlorofluorocarbures (CFC) sont utilisés comme propergol jusqu'à leur interdiction à la fin des années 1990, en raison de leur nocivité pour la couche d'ozone. Des hydrocarbures gazeux tels que les mélanges de pentane, de propane, de butane et d'isobutane les ont remplacés.
Dans les années 1970 se développe le « gel à raser ». En 1993, Procter & Gamble brevète une composition de gel post-moussant, qui transforme le gel en une mousse après application sur la peau, combinant les propriétés des mousses et des gels.

## Composition
Les mousses à raser contemporaines sont des émulsions d'eau, d'huiles, de savons (et/ou d'autres agent tensioactif). Les formulations classiques incluent aussi un agent humectant qui lui donne une consistance plus douce. 
Les crèmes à raser sans brosse, en revanche, ne contiennent pas de savon et ne produisent donc pas de mousse. Il s'agit d'un mélange huile-dans-eau auquel sont ajoutés des humectants, des agents mouillants et d'autres ingrédients. 
Les crèmes à raser en aérosol sont essentiellement des crèmes à raser liquide associé à un agents propulseur, des cires végétales et diverses huiles.